# Pałac Sobańskich w Warszawie
Pałac Sobańskich – pałac znajdujący się w Alejach Ujazdowskich 13 w Warszawie.

## Historia
W latach 1852–1854 na miejscu obecnego pałacu wzniesiono renesansową willę zaprojektowaną przez Juliana Ankiewicza. 
W 1876 wzniesiono nowy budynek według projektu Leandra Marconiego dzięki właścicielce hrabinie Emilii Łubieńskiej. Architekt prawdopodobnie dokonał całkowitej przebudowy willi Ankiewicza na pałacyk – neorenesansowy, dwukondygnacyjny budynek z tarasem. Przed pałacem umieszczono posąg – kopię Dawida Donatella. Po obu stronach budynku wzniesiono niewielkie oficyny. 
W latach 1921–1923 pałac był rezydencją Karola Jaroszyńskiego.
W latach 30. rozparcelowano ogród znajdujący się za pałacem, wytyczając w jego miejscu nową ulicę – aleję Przyjaciół.
Po wojnie pałac był tymczasową siedzibą Warszawskiego Konserwatorium Muzycznego. Następnie był siedzibą Ogólnopolskiego Komitetu Frontu Jedności Narodu i Patriotycznego Ruchu Odrodzenia Narodowego. 
W 1965 pałac i dwa pawilony, a w 1999 także ogród zostały wpisane do rejestru zabytków.
Na początku lat 90. XX wieku siedziba Komitetu Obywatelskiego, później Instytutu Lecha Wałęsy. Obecnie znajduje się tutaj m.in. Klub Polskiej Rady Biznesu.
Przy pałacu rośnie dąb szypułkowy będący pomnikiem przyrody. 

## W filmie
W początkowych scenach filmu Znachor (1982, reż. Jerzy Hoffman) pałac pełnił funkcję rezydencji profesora Rafała Wilczura.